# Hare Rama Hare Krishna
Haré Rama Haré Krishna é um filme de 1971 dirigido pelo indiano Dev Anand, estrelado por ele e por Zeenat Aman. O filme foi um sucesso e um veículo de estrelas para fazer Zeenat Aman, que desempenhou uma hippie ocidentalizada, e ganhou o Prêmio Melhor Atriz Coadjuvante Filmfare Award, igual ao Prêmio de Melhor Atriz BFJA. O filme tratado com a decadência da cultura hippie. Com o objetivo de ter uma mensagem antidroga e também apresenta alguns problemas relacionados com a ocidentalização, como o divórcio.
Asha Bhosle ganhou Melhor Reprodução Feminina Filmfare Award pela música "Dum Maro Dum", que foi um enorme sucesso, tanto que essa música está em um dos melhores e conhecidos jogos fabricados pela Rockstar Games, Grand Theft Auto: Liberty City Stories. A música do filme foi composta por Rahul Dev Burman e as letras foram escritas por Anand Bakshi.
A história do filme Haré Rama Haré Krishna na verdade veio à mente de Dev Anand, quando ele viu os hippies e os seus valores que caíram em Catmandu, onde ele estava em uma visita depois de protestos contra o seu filme anterior Prem Pujari em Calcutá. Foi de baixa audiência, porque o filme tinha sido a oposição e alguns tinham queimado cartazes de Prem Pujari.

## Enredo
O filme é baseado em uma família indiana em Montreal, os Jaiswals. O irmão Prashant (Dev Anand) e a irmã Jasbir (Zeenat) têm um bom relacionamento como crianças. No entanto, os pais brigam e se separam deixando Prashant com a mãe e Jasbir com o pai. Diziam para Jasbir repetidamente que a mãe e o irmão estavam mortos e ela finalmente acredita que nunca vai ver Prashant novamente.
Ela é mal-tratada pela madrasta e foge de casa. Prashant cresce para ser um piloto, e ele descobre que Jasbir está em Catmandu, Nepal com um grupo de hippies.
Para se reunir com sua irmã, Prashant viaja para Catmandu e atende Shanti (Mumtaz), que mais tarde se casaria com ele, e também Janice que na realidade é sua irmã Jasbir com um novo nome e identidade. Ela se esqueceu de sua infância, mas Prashant não. Prashant tem que começar a vida novamente com sua irmã, entre outros eventos que incluem a sua suspeita como um ladrão em Catmandu e risco de perder sua vida.